# Saint-Riquier-en-Rivière
Saint-Riquier-en-Rivière is een gemeente in het Franse departement Seine-Maritime (regio Normandië) en telt 135 inwoners (1999). De plaats maakt deel uit van het arrondissement Dieppe.

## Geografie
De oppervlakte van Saint-Riquier-en-Rivière bedraagt 10,0 km², de bevolkingsdichtheid is 13,5 inwoners per km².
De onderstaande kaart toont de ligging van Saint-Riquier-en-Rivière met de belangrijkste infrastructuur en aangrenzende gemeenten.

## Demografie
Onderstaande figuur toont het verloop van het inwonertal (bron: INSEE-tellingen).